# Natura 2000-område nr. 90 Sneum Å og Holsted Å
 Natura 2000-område nr. 90 Sneum Å og Holsted Å  består af habitatområdet H79, der er på 514 hektar og ligger i en smeltevandsdal mellem Esbjerg Bakkeø og Holsted Bakkeø. Natura 2000-området er beliggende i Vejen-, i Varde- og Esbjerg Kommuner og er en del af vandopland Vadehavet.

## Beskrivelse
Sneum Å og Holsted Å er hovedvandløbene i et vidt forgrenet vandsystem der løber ud i Vadehavet. Der er i perioden 2005-2012 i forbindelse med snæbelprojektet, gennemført foranstaltninger der forbedrer fiskenes vandremuligheder i å-systemet, bl.a. er der fjernet stemmeværker og gennemført genslyngning af en del af Sneum Å.
I ådalene findes en lang række mose- og engområder. Rigkær og kildevæld er registreret flere steder langs åerne, nogle steder med artsrige og værdifulde forekomster. Nogle af moseområderne er dog så tilgroede, at den karakteristiske lavtvoksende urtevegetation er i kraftig tilbagegang.

## Naturbeskyttelse
Cirka 400 ha af området er er omfattet af naturbeskyttelseslovens § 3.
Et lille stykke af åen syd for Endrup er fredet 
Den nedre del af Sneum Å er en del af område nr. 89 Vadehavet og Nationalpark Vadehavet;

## Eksterne kilder og henvisninger
1. ↑  Vandplan 2010-2015, Vadehavet, Hovedvandopland 1.10 Arkiveret 14. november 2016 hos  Wayback Machine på svana.dk
2. ↑  Om fredningen  på fredninger.dk

- Naturplanen Arkiveret 14. november 2016 hos  Wayback Machine
- Basisanalysen 2016-21 Arkiveret 14. november 2016 hos  Wayback Machine